# Yamato nadeshiko
Yamato Nadeshiko (jap.大和撫子) es una expressió japonesa que fa referència a la «personificació de la dona japonesa ideal», o l'«epítom de la puresa i bellesa femenina». És un terme per a l'ideal clàssic japonès de les dones, el qual es caracteritza com una barreja de mestressa de casa, geisha i samurai.

## Significat

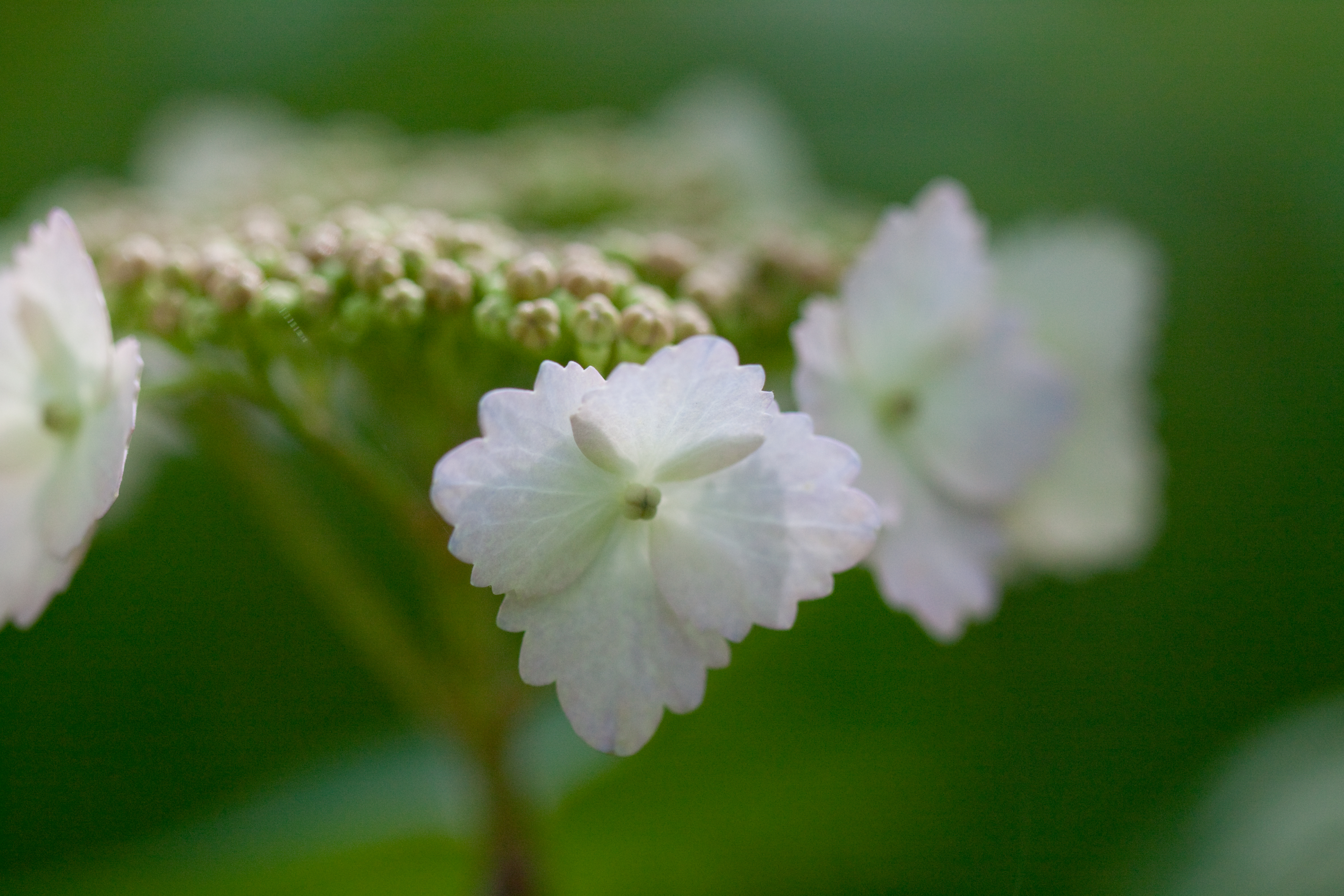
El clavell nadeshiko és el símbol de les dones joves al Japó.

El terme no es refereix a una persona específica, encara que soni com un nom japonès normal. Més aviat, és una metàfora floral: una combinació del nom de la província geogràfica i històrica de Yamato, el nucli de l'estat japonès actual, i l'espècie floral nadeshiko (撫子, clavell, Dianthus superbus, var. longicalycinus), que és el símbol de les dones joves al Japó.

## Característiques al llarg del temps

### Interpretació històrica del símbol des del període Edo
Una yamato nadeshiko sempre és bonica, elegant, vesteix amb modèstia i es maquilla amb subtilesa. La roba tradicional (kimono) no és obligatòria, però sí desitjable en ocasions festives. S'ha d'evitar el blanqueig del cabell, molt estès entre la joventut japonesa actual, perquè una yamato nadeshiko hauria de tenir la pell clara i els cabells negres.
Pel que fa al caràcter, una yamato nadeshiko és de voluntat forta i aguanta els cops del destí i el dolor mental o físic amb estoïcisme. Tanmateix, no és independent i no troba realització en la vida laboral, sinó en el matrimoni amb un home fort. Fa tots els sacrificis necessaris per al benestar i la protecció de la seva família i la seva terra natal.
Sempre se subordina al seu marit de manera incondicional, el segueix i es dedica a ell. No mostra cap iniciativa durant el sexe, no és activa ni exigent, però sí pot ser subtilment seductora.

### Desenvolupament de la comprensió actual

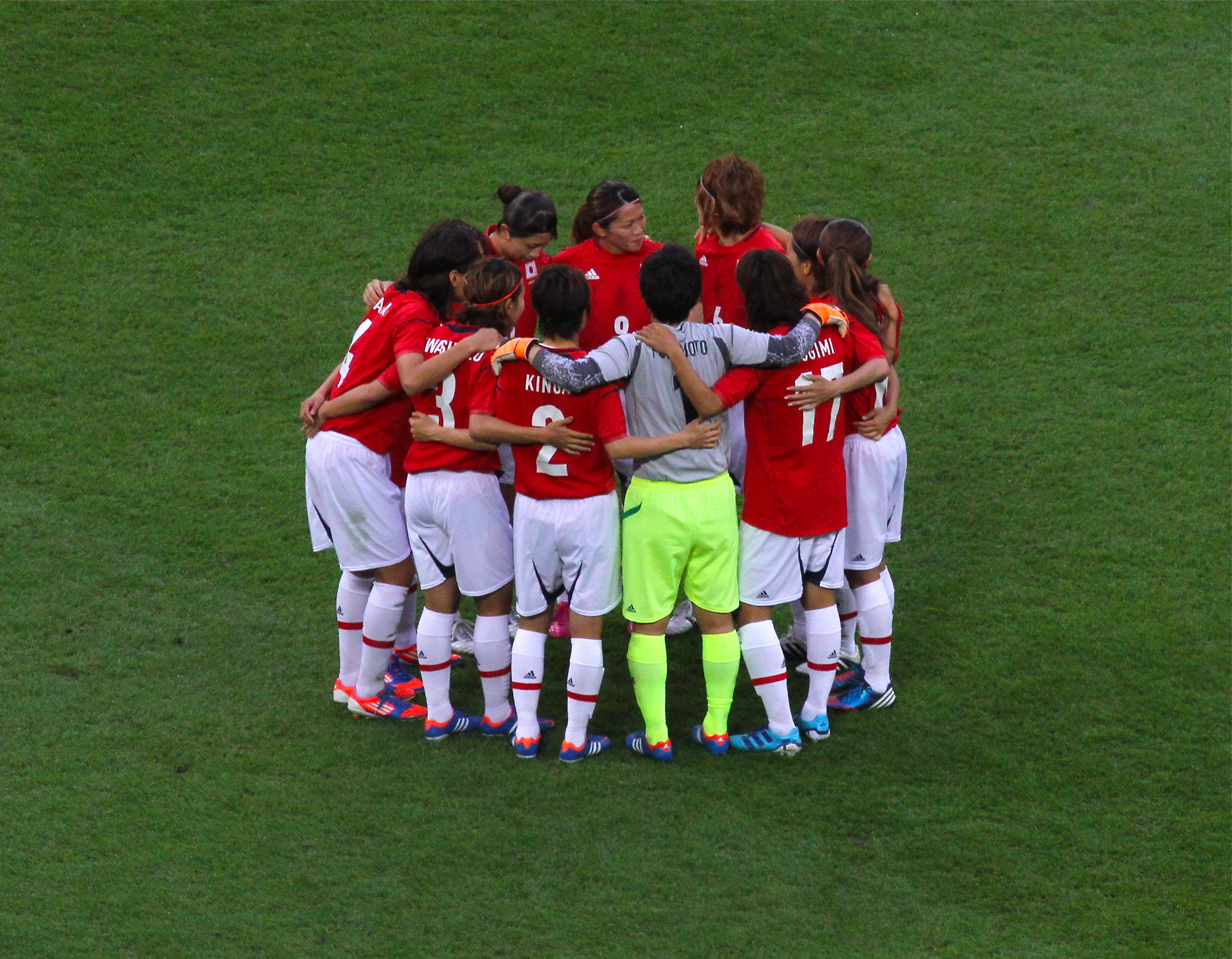
La selecció japonesa de futbol femení és conegut amb el sobrenom de Nadeshiko.

No s'ha de sobreestimar aquest estereotip, com passa amb la imatge, tan estesa als mitjans nord-americans, de l'anomenada China doll. Òbviament molts altres ideals i circumstàncies, així com la globalització dels mitjans, els quals creen un intercanvi subliminal de valors, també funcionen en contra d'aquests estereotips històrics.
Des de la Copa del Món Femenina de futbol de 2011, en què l'equip japonès sobrenomenat Nadeshiko Japan va sorprendre guanyant el torneig, la imatge de la dona que representa la yamato nadeshiko s'ha interpretat amb nous valors com una major confiança i independència als mitjans japonesos. Les imatges de les atletes lluitant per a aconseguir el títol van ser determinants en el canvi de la percepció pública, fins al punt que aquest s'ha convertit en el sobrenom de la Selecció femenina de futbol del Japó.
El paper de la dona en la societat japonesa és sovint el tema de la japonologia moderna i la sociologia i, com el terme yamato nadeshiko, s'està veient sotmès a reinterpretació. L'essència hauria de ser una actitud avantatjosa i tradicional, basada en la cultura japonesa primerenca del període Yamato.

## En la cultura popular
La yamato nadeshiko és el tipus de personatge dominant en els personatges femenins del cinema, tant en produccions japoneses (principalment sèries de televisió) com en pel·lícules occidentals com ara L'últim samurai o shogun .
Hi ha una sèrie de televisió del 2000 titulada Yamato Nadeshiko i el manga Perfect Girl, però és més aviat una paròdia del tòpic.